# 朱俊榬
饶阳康僖王朱俊榬（1503年—1523年），明朝饶阳荣庄王朱聪澂嫡长子，追封饶阳王。
正德八年（1513年）封饶阳長子。嘉靖二年（1523年）卒。嘉靖四年（1525年）四月，按例赐祭葬。
朱聪澂死后，朱俊榬庶长子朱充袭封饶阳王，朱俊榬因此被追封为饶阳康僖王。

## 评价
- 《弇山堂别集》卷073：温良好樂，小心畏忌。